# Joseph Menter
Joseph Menter, né le 17 janvier 1808 à Deutenkofen près de Landshut, en Bavière, et mort le 18 avril 1856 à Munich, est un violoncelliste et pédagogue allemand.

## Biographie
Joseph Menter étudie à Munich auprès de Philipp Moralt. Il joue du violon puis du violoncelle. Il joue en 1825 pour l'académie musicale de Munich. À l'âge de 21 ans, il est engagé à l'orchestre Hohenzollern de Hechingen. Il est rappelé en 1833 à Munich puis est invité en octobre 1832 à deux concerts de l'académie musicale avec grand succès. Il donne un concert en soliste en décembre avec l'orchestre de la Cour. 
Joseph Menter se fait connaître à partir de 1839 dans des tournées à l'étranger, en Autriche, en Hollande, en Belgique et en Angleterre. À partir de novembre 1848, il enseigne le violoncelle pendant deux ans au conservatoire. Il se présente en tant que soliste aux concerts de l'académie musicale et dans des concerts de musique de chambre avec différents partenaires, ce qui lui vaut une certaine notoriété dans la vie musicale munichoise. Ses compositions pour violoncelle dont certaines sont publiées post mortem sont saluées pour leur technicité, mais peu renommées.
Il est le père de la pianiste virtuose Sophie Menter (1846-1918).

## Élèves
Anu nombre de ses élèves, figurent notamment :
- Georg Goltermann ;
- Valentin Müller ;
- Hippolyt Müller ;
- Gebhard Graf ;
- Ferdinand Büchler ;
- Josef Werner.

## Source de la traduction
- (de) Cet article est partiellement ou en totalité issu de l’article de Wikipédia en allemand intitulé « Joseph Menter » (voir la liste des auteurs).